# Polar Satellite Launch Vehicle

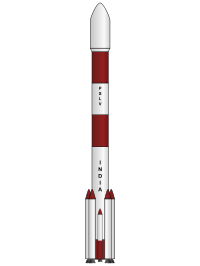
Zeichnung einer PSLV

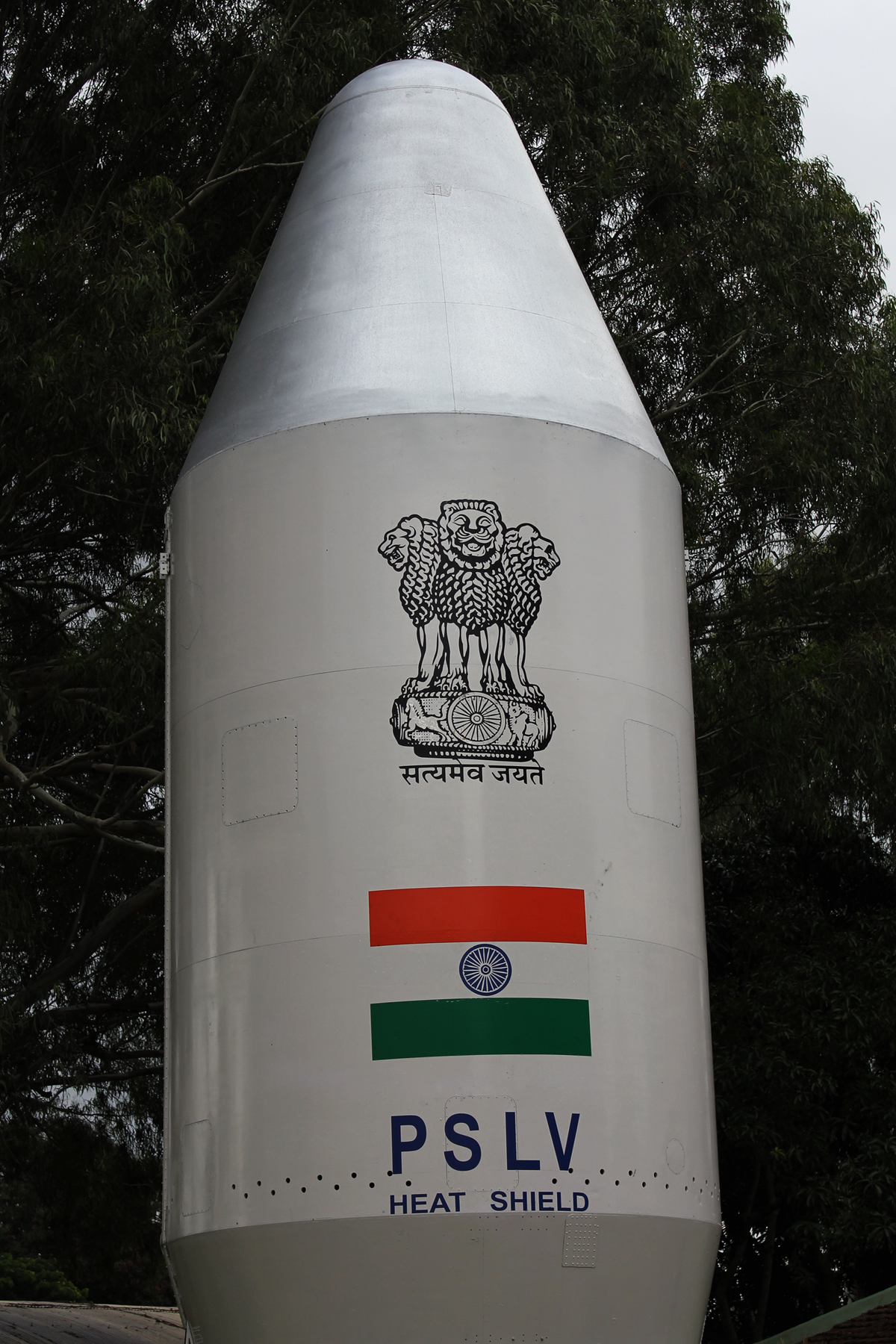
Eine Nutzlastverkleidung der PSLV

Das Polar Satellite Launch Vehicle (kurz PSLV, Hindi ध्रुवीय उपग्रह प्रक्षेपण यान) ist eine indische Trägerrakete für leichte bis mittelschwere Nutzlasten. Die Rakete wird von der indischen Raumfahrtbehörde ISRO vom Weltraumbahnhof Satish Dhawan Space Centre auf Sriharikota gestartet.

## Geschichte
PSLV wurde entwickelt, um indische IRS-Erderkundungssatelliten mit eigenen Raketen starten zu können, da man dabei bisher auf die Sowjetunion bzw. Russland und ihre Träger angewiesen war.
Der erste Start fand 1993 statt, war jedoch nicht erfolgreich. Obwohl die erste Stufe ohne Probleme arbeitete, trat in der zweiten und der dritten Stufe ein Fehler im Lageregelungssystem auf, was zu einem Absturz der Rakete führte. Bereits nach etwa einem Jahr startete erfolgreich die zweite PSLV. Seitdem brachte die PSLV erfolgreich mehrere sowohl indische, als auch zusätzliche kleinere ausländische Nutzlasten ins Weltall. Auch die erste indische Raumsonde Chandrayaan-1 wurde 2008 mit einer PSLV zum Mond gestartet.

## Technik
PSLV ist eine vierstufige Rakete, bestehend aus zwei Feststoffstufen (erste und dritte Stufe) und zwei Flüssigtreibstoffstufen (zweite und vierte Stufe). Zusätzlich wird die erste Stufe in der Basisversion von sechs kleineren Feststoffboostern unterstützt. Bei der Version PSLV-CA (Core Alone) werden diese weggelassen, worauf sich die Nutzlast auf 1100 kg in eine sonnensynchrone Umlaufbahn verringert. Die erste Stufe ist eine der größten Feststoffraketen der Welt und verbrennt HTPB (Hydroxyl Terminated Poly Butadiene) als Treibstoff. Die erste Stufe enthielt bis zum dritten Start (PSLV-Dx) nur 129 t Treibstoff und wurde dann auf 138 t (PSLV-Cx) gesteigert, wobei ab der PSLV-C4 auch der Maximalschub von 4430 auf 4628 kN gesteigert wurde. Sie wird ebenfalls als erste Stufe der größeren und stärkeren GSLV eingesetzt. Auch die Booster sind mit HTPB gefüllte Feststoffraketen, welche nacheinander (erst vier, dann die restlichen zwei) gezündet werden. Die zweite Stufe verbrennt Flüssigtreibstoff und wird von einem Vikas-Triebwerk angetrieben, das ein in Lizenz gefertigtes Viking-4A-Triebwerk der europäischen Ariane 3 ist. Die dritte Stufe verbrennt ebenfalls HTPB. Die vierte Stufe hat zwei Triebwerke, die die Treibstoffkombination aus Monomethylhydrazin und Stickstofftetroxid verbrennen.
Die Höhe der Rakete beträgt 44,4 m, die Startmasse 294 t (Daten für die Raketenvariante PSLV-G 3, wie sie bei der Mission PSLV C6 eingesetzt wurde). Seit dem Erststart 1993 wurde die Rakete ständig verstärkt und verbessert, so dass die heute eingesetzte Version über 1.600 kg in eine etwa 600 km hohe polare Umlaufbahn (Erststartversion etwa 850 kg) und etwa 1.000 kg in einen Geostationäre Transferbahn bringen kann. Die letzte Version (die PSLV-XL) verfügt über verbesserte Booster und kann sogar 1750 kg in eine sonnensynchrone Umlaufbahn bringen. Der Erststart dieser Version erfolgte am 22. Oktober 2008 für Chandrayaan-1. Zum Starten der Rakete verfügt das Satish Dhawan Space Centre über zwei Startanlagen, wobei die zweite (SLP – Second Launch Pad) erst 2005 mit dem Start der PSLV-Mission C6 eingeweiht wurde.
Beim Start der PSLV-C17 wurde zum ersten Mal ein Computersystem eingesetzt, das ausschließlich indische Prozessoren vom Typ Vikram 1601 in beiden redundanten Steuerungscomputer verwendete. Diese hatte man 2009 beim Start der PSLV-C12 getestet, wo sie in einem der beiden Systeme benutzt wurden.
Beim Start der PSLV C-37 am 15. Februar 2017 wurden zum ersten Mal 102 einzelne Satelliten gestartet. Dies stellt einen neuen Rekord dar.
Nach dem Teilerfolg von C-1 im September 1997 folgten 36 erfolgreiche Starts. Diese Serie wurde am 31. August 2017 beendet, als sich die Nutzlastverkleidung von C-39 nicht öffnete, wodurch die Rakete nicht die gewünschte Umlaufbahn erreichte.
Beim Start vom 30. Juni 2022 wurde erstmals die POEM-Variante der vierten Raketenstufe verwendet. POEM steht für PSLV Orbital Experimental Module. Diese Raketenstufe dient zusätzlich als Satellitenbus für fest montierte Nutzlasten, die sie durch Solarmodule und einen Lithium-Ionen-Akkumulator mit Strom versorgt. Sie verfügt über ein Navigations- und Lagestabilisierungssystem und verbleibt nach dem Start als Satellit in einer Erdumlaufbahn.
|                     | Booster     | 1. Stufe    | 2. Stufe               | 3. Stufe    | 4. Stufe             |
| Bezeichnung         | PSOM        | PS1         | PS2                    | PS3         | PS4                  |
| Anzahl              | 6           | 1           | 1                      | 1           | 1                    |
| Durchmesser (m)     | 1           | 2,8         | 2,8                    | 2           | 2,8                  |
| Länge (m)           | 10          | 20          | 12,8                   | 3,6         | 2,9                  |
| Treibstoff          | HTPB (fest) | HTPB (fest) | UH 25 + N2O4 (flüssig) | HTPB (fest) | MMH + N2O4 (flüssig) |
| Treibstoffmasse (t) | 6 × 9       | 138         | 41,5                   | 7,6         | 2,5                  |
| max. Schub (kN)     | 6 × 645     | 4762        | 800                    | 246         | 14,6                 |
| Brennzeit (s)       | 44          | 106,4       | 147                    | 109         | 515                  |

|                     | Booster     | 1. Stufe    | 2. Stufe               | 3. Stufe    | 4. Stufe             | 4. Stufe |
| Bezeichnung         | PSOM-XL     | PS1         | PS2                    | HPS3        | PS4                  |          |
| Anzahl              | 6           | 1           | 1                      | 1           | 1                    |          |
| Durchmesser (m)     | 1           | 2,8         | 2,8                    | 2           | 1,34                 |          |
| Länge (m)           | 12          | 20          | 12,8                   | 3,6         | 3                    |          |
| Treibstoff          | HTPB (fest) | HTPB (fest) | UH 25 + N2O4 (flüssig) | HTPB (fest) | MMH + MON3 (flüssig) |          |
| Treibstoffmasse (t) | 6 × 12,2    | 139         | 41                     | 7,65        | 2,5                  |          |
| max. Schub (kN)     | 6 × 704     | 4847        | 804                    | 240         | 14,7                 |          |
| Brennzeit (s)       | 69          | 110         | 156                    | 230         | 516                  |          |

## Startliste
→ Siehe Liste der PSLV-Raketenstarts.